# Parabola della torre incompiuta

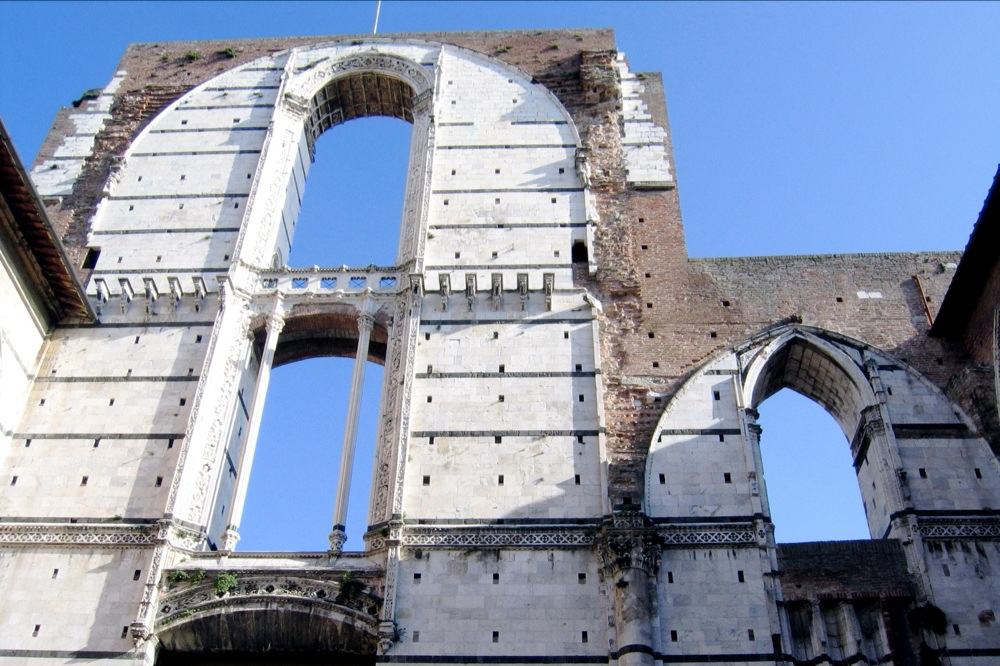
La facciata dell'ambizioso progetto di ampliamento del duomo di Siena. La costruzione venne abbandonata nel 1348.

La parabola della torre incompiuta (detta anche il conteggio del costo, il costo dell'essere discepolo o lasciare tutto per Cristo) è una parabola di Gesù raccontata nel Vangelo secondo Luca (14,25-33). Il brano contiene anche la parabola del re guerriero.

## Interpretazione
L'interpretazione cattolica riporta come incida il sottofondo linguistico dei Vangeli. La loro stesura infatti  avvenuta nella lingua dominante dell'impero romano (un po' come accade oggi per l'inglese), ma quegli scritti rivelano spesso in filigrana la matrice della lingua originaria dei loro autori soprattutto per le frasi di Gesù, riportando l’originale aramaico con cui egli si esprimeva. Sia in ebraico che aramaico non si ha il comparativo, ma si usano solo le forme assolute. Quindi "amare meno" viene detto come l'opposto, ovvero "odiare". La traduzione più moderna della Conferenza episcopale italiana lo traduce così:
«Se uno viene a me e mi ama meno di quanto ami suo padre [...]». 

Joel B. Green suggerisce che dal testo non si riesce a comprendere correttamente a quale torre si riferisca questa parabola, ma denota come il messaggio sia chiaramente intuibile, "andare oltre con la fedeltà nell'aiuto di Dio" significa, "manifestare l'identità di ciascuno come discepolo di Gesù." Questo impegno vero rivolto a tutti i fedeli cristiani significa porre ogni altro bene, compresa la famiglia, in secondo piano, come del resto ricordano anche Matteo 8,18-22 e Luca 9,57-62.
Questa parabola riveste una grande importanza nella confessione anabattista come per gli Hutteriti e le comunità di Bruderhof che interpretano questo passo come la chiamata a vivere senza proprietà personali né possedimenti. Secondo i seguaci di questa teoria, "tutto è di tutti" come da istruzioni ricevute da Gesù.